# Людвиг Вильгельм Баденский
Людвиг Вильгельм Карл Фридрих Бертхольд Баденский (нем. Ludwig Wilhelm Karl Friedrich Berthold von Baden; 12 июня 1865, Баден-Баден — 23 февраля 1888, Фрайбург-им-Брайсгау) — баденский принц.

## Жизнь
Людвиг Вильгельм — младший сын великого герцога Фридриха I Баденского и великой герцогини Луизы Прусской. Принц Людвиг Вильгельм учился в Гейдельбергском университете, затем состоял на военной службе. По официальным сообщениям умер от пневмонии, но по слухам был убит на дуэли. Похоронен в Великогерцогской усыпальнице в Карлсруэ, строительство которой началось именно после безвременной кончины принца. Надгробный памятник был создан скульптором Германом Фольцем.